# Curio (Rome)
De curio (meervoud: curiones) was de voorzitter en priester van een curia (Dionys., II 7, 65 ; Varro, De L. L. V 15, 32, VI 6): in hun administratie werd hij bijgestaand door een andere priester, genaamd de flamen curialis (Paul. Diac., p. 64 ; Dionys., II 21, 64.). Zoals er dertig curiae waren, was het aantal curiones eveneens dertig, en ze vormde een priestercollege, waarvan de voorzitter de titel curio maximus droeg (Paul. Diac., p. 126 ; Liv., XXVII 8.). Hij werd verkozen in de comitia curiata, en had het gezag over de curiae alsook over de curiones. Het moet nauwelijks besproken worden, dat het ambt van curio niet door een ander dan een patriciër bekleed kon worden (hoewel in de keizertijd er equites waren die curio waren). In latere tijden vinden we inderdaad nu en dan een plebejer aangesteld worden als curio maximus (Liv., XXVII 8, XXXIII 42), maar dit toont enkel aan hoezeer de oude instelling van de curiae rond die tijd haar oorspronkelijke betekenis en belang verloren had. Rond de periode dat de plebejers toegang kregen tot de priesterlijke ereambten, lijkt het ambt van curio te zijn beschouwd als eender welk ander priesterlijk ambt, en niet minder te zijn toevertrouwd aan plebejers dan aan patriciërs.

## Referentie
- L. Schmitz, art. Curio, in W. Smith, A Dictionary of Greek and Roman Antiquities, Londen, 1875, pp. 377.